# Xã Cass, Quận Greene, Missouri
Xã Cass (tiếng Anh: Cass Township) là một xã thuộc quận Greene, tiểu bang Missouri, Hoa Kỳ. Năm 2010, dân số của xã này là 1.154 người.